# Vũ khí chính xác cao
Vũ khí chính xác cao là những loại vũ khí được điều khiển để bảo đảm tiêu diệt có lựa chọn các mục tiêu cơ động hoặc đứng yên với xác suất gần bằng 100% ngay trong phát bắn (lần phóng) đầu tiên trong mọi điều kiện thời tiết ngày đêm, trong mọi tình huống chiến trường. Hay nói cách khác, vũ khí chính xác cao được hiểu là vũ khí nhờ được dẫn bảo đảm tiêu diệt có lựa chọn các mục tiêu cơ động và tĩnh tại trong mọi điều kiện, tình huống với xác suất gần bằng 100%. Vũ khí chính xác cao đóng vai trò quyết định trong các hoạt động quân sự không chỉ trên mặt đất, trên biển, trên không mà còn cả trong vũ trụ. Vũ khí chính xác cao đã có đóng góp đặc biệt vào việc xác định tính chất cúa đấu tranh vũ trang trong không trung và các cuộc xung đột quân sự cuối thế kỷ 20.

## Đặc điểm
- So với các vũ khí thông thường, vũ khí chính xác cao được trang bị hệ dẫn bằng lệnh, tự hoạt hoặc kết hợp để điều khiển quỹ đạo bay đến mục tiêu, bảo đảm xác suất tiêu diệt mục tiêu tùy thuộc các thông số của mục tiêu bị tấn công.[2]
- Phụ thuộc vào loại phương tiện mang, có các loại vũ khí chính xác cao triển khai trên máy bay, trên tàu chiến nổi, tàu ngầm hay trên mặt đất, có thể xuất hiện cả vũ khí chính xác cao triển khai trong vũ trụ. Tên lửa hành trình, tên lửa chống ra-đa, tên lửa chống hạm, bom có điều khiển và bom chùm có điều khiển... là những loại vũ khí chính xác cao trang bị cho máy bay.
- Vũ khí chính xác cao cũng có những điểm hạn chế, trong đó có chi phí để đầu tư nghiên cứu chế tạo, khai thác sử dụng rất lớn và cũng rất dễ bị gây nhiễu nếu không được trang bị hệ thống chống nhiễu tốt [3][4]

## Phân loại
Theo hệ thống dẫn lắp trên vũ khí, Vũ khí chính xác cao được chia thành các loại:
- Vũ khí chính xác cao với các hệ dẫn quang-điện tử (truyền hình, ảnh nhiệt, la-de)
- Vũ khí chính xác cao với hệ dẫn ra-đa thụ động hoặc ra-đa chủ động (làm việc ở dải sóng mm)
- Vũ khí chính xác cao với hệ dẫn kết hợp…

Tùy thuộc vào cự ly sử dụng tối đa từ các máy bay mang, Vũ khí chính xác cao được chia thành:
- Vũ khí chính xác cao tầm xa (hơn 100km)
- Vũ khí chính xác cao tầm trung (đến 100km)
- Vũ khí chính xác cao tầm ngắn (đến 20km)

## Vai trò
Vũ khí chính xác cao đã có đóng góp đặc biệt vào việc xác định tính chất cúa đấu tranh vũ trang trong không trung và các cuộc xung đột quân sự cuối thế kỷ 20. Dưới ảnh hưởng của nó, các hình thức và phương pháp sử dụng chiến đấu các phương tiện tiến công đường không liên tục được phát triển, chiến thuật hoạt động của các cụm lực lượng không quân có sự thay đổi, xuất hiện những thủ đoạn chiến thuật mới để chế áp hệ thống phòng không và tấn công các mục tiêu mặt đất khác nhau.
vũ khí chính xác cao, loại vũ khí sẽ là phương tiện tác động hỏa lực chủ yếu đối với hầu như tất cả các mục tiêu, bất kể mức độ bảo về và tính cơ động của chúng, sẽ có ảnh hưởng áp đảo đối với việc hình thành tính chất cuộc đấu tranh vũ trang trong môi trường không trung-vũ trụ trong các cuộc xung đột quân sự đầu thế kỷ XXI.

## Đối phó
Cùng với sự phát triển của khoa học công nghệ cũng như các loại vũ khí chính xác cao thì việc tạo ra một loại vũ khí có khả năng đối phó được với những loại vũ khí trên là việc hết sức cần thiết, bởi nó sẽ bảo vệ các mục tiêu quân sự, dân sự quan trọng, cũng như con người. Trong đó nổi bật là Tổ hợp Pantsir được kết hợp giữa tên lửa đất-đối-không và hệ thống pháo phòng không nhằm đối phó hiệu quả với vũ khí chính xác cao được chế tạo từ giữa những năm 1980 bởi phòng thiết kế chế tạo TuLa.